# Solo (equipo ciclista)
El equipo Solo fue un equipo ciclista belga, de ciclismo en ruta que compitió entre 1961 y 1966. Fue el último equipo donde corrió Rik Van Steenbergen y el primer donde debutó Eddy Merckx.

## Principales resultados
- París-Tours: Jos Wouters (1961)
- París-Bruselas: Jos Wouters (1965), Edward Sels (1965)
- Tour de Limburgo: Jos Wouters (1963)
- París-Luxemburgo: Rik Van Looy (1964)
- Kuurne-Bruselas-Kuurne: Arthur Decabooter (1964)
- E3 Harelbeke: Rik Van Looy (1964, 1965, 1966)
- París-Roubaix: Rik Van Looy (1965)
- Gante-Wevelgem: Noël De Pauw (1965)
- A través de Flandes Occidental: Bernard Van De Kerckhove (1965)
- Giro de Cerdeña: Rik Van Looy (1965)
- Tour de Flandes: Edward Sels (1966)

### En las grandes vueltas
- Giro de Italia
  - 0 participaciones

- Tour de Francia
  - 4 participaciones (1963, 1964, 1965], 1966])
  - 13 victòries d'etapa:
    - 2 el 1963: Roger De Breucker (2)
    - 6 el 1964: Edward Sels (4), Bernard Van De Kerckhove, Willy Derboven
    - 5 el 1965: Rik Van Looy (2), Bernard Van De Kerckhove, Edgard Sorgeloos, Edward Sels
    - 2 el 1966: Edward Sels (2)

  - 0 clasificaciones secundarias:

- Vuelta a España
  - 2 participaciones  (1964, 1965)
  - 12 victòries d'etapa:
    - 4 el 1964: Edward Sels, Rik Van Looy, Armand Desmet, Henri De Wolf
    - 8 el 1965: Rik Van Looy (8)

  - 0 clasificación final:
  - 1 clasificaciones secundaria:
    - Clasificación por puntos: Rik Van Looy (1965)

## Composición del equipo
| 1966 | 1966 | 1966 | 1966 | 1966 | 1966 | 1966 |
| ---- | ---- | ---- | ---- | ---- | ---- | ---- |

| Integrantes del equipo 1966 | Integrantes del equipo 1966 | Integrantes del equipo 1966              | Integrantes del equipo 1966 |
| Corredor                    | Fecha de nacimiento         | Equipo previo                            |                             |
| --------------------------- | --------------------------- | ---------------------------------------- | --------------------------- |
| Roger Baguet                | 10 de septiembre de 1939    |                                          |                             |
| Omer Ballegeer              | 21 de septiembre de 1947    |                                          |                             |
| Emile Daems                 | 4 de abril de 1938          | Ignis (1965)                             |                             |
| Noël De Pauw                | 25 de julio de 1942         |                                          |                             |
| Julien De Pré               | 11 de junio de 1937         |                                          |                             |
| Eddy De Sitter              | 16 de junio de 1945         |                                          |                             |
| Henri De Wolf               | 17 de agosto de 1936        | Gitane-Leroux-Dunlop-R. Geminiani (1962) |                             |
| André Delaere               | 26 de noviembre de 1943     |                                          |                             |
| Georges Delvael             | 31 de enero de 1944         |                                          |                             |
| Willy Derboven              | 19 de septiembre de 1939    | G.B.C.-Libertas (1963)                   |                             |
| Armand Desmet               | 23 de enero de 1931         | Flandria-Faema (1963)                    |                             |
| Donaat Himpe                | 12 de abril de 1942         |                                          |                             |
| Gaston Hoskens              | 7 de agosto de 1941         |                                          |                             |
| Joseph Janssens             | 10 de septiembre de 1941    |                                          |                             |
| Robert Lelangue             | 4 de febrero de 1940        | Cynar-Allegro (1965)                     |                             |
| Palle Lykke                 | 4 de noviembre de 1936      |                                          |                             |
| Mathieu Maes                | 3 de mayo de 1944           |                                          |                             |
| Étienne Matheus             | 31 de marzo de 1940         |                                          |                             |
| Jean Monteyne               | 30 de julio de 1943         |                                          |                             |
| Peter Post                  | 12 de noviembre de 1933     |                                          |                             |
| Hugo Scrayen                | 19 de abril de 1942         | Lamot-Libertas (1965)                    |                             |
| Edward Sels                 | 29 de agosto de 1941        | G.B.C.-Libertas (1963)                   |                             |
| Patrick Sercu               | 27 de junio de 1944         |                                          |                             |
| Edgard Sorgeloos            | 14 de diciembre de 1930     | G.B.C.-Libertas (1963)                   |                             |
| Julien Stevens              | 25 de febrero de 1943       |                                          |                             |
| Michel Van Aerde            | 2 de octubre de 1933        | Carpano (1962)                           |                             |
| Willy Vanden Berghen        | 3 de julio de 1939          | Lamot-Libertas (1965)                    |                             |
| Jos Van Hout                | 8 de septiembre de 1944     |                                          |                             |
| Rik Van Looy                | 20 de diciembre de 1933     | G.B.C.-Libertas (1963)                   |                             |
| Roger Van Maele             | 16 de junio de 1943         |                                          |                             |
| Rik Van Steenbergen         | 9 de septiembre de 1924     | Peugeot-BP-Dunlop (1960)                 |                             |
| Remi Van Vreckom            | 1 de abril de 1943          |                                          |                             |
| Léon Verkindere             | 21 de agosto de 1942        |                                          |                             |
|                             |                             |                                          |                             |
| Fuente: UCI                 |                             |                                          |                             |

Nota: Roger Baguet
Nota: Omer Ballegeer